# الإرشادات العامة لنظام التصويت الطوعي
إن الإرشادات العامة لنظام التصويت الطوعي (VVSG) هي إرشادات اعتمدتها لجنة المساعدة الانتخابية (EAC) بالولايات المتحدة لمصادقة أنظمة التصويت. تُعِد اللجنة التقنية لوضع الإرشادات العامة التابعة للمعهد الوطني للمعايير والتكنولوجيا الإرشادات العامة لنظام التصويت الطوعي وتُعطيها للجنة المساعدة الانتخابية في شكل مشروع لاعتمادها.

## معلومات تاريخية
أرشد قانون «فلنساعد أمريكا على التصويت» لجنة المساعدة الانتخابية (EAC) إلى وضع إرشادات عامة لنظام التصويت الطوعي - وهي مجموعة من المواصفات والمتطلبات التي يمكن بها اختبار أنظمة التصويت لتحديد ما إذا كانت الأنظمة توفر جميع الوظائف الأساسية وسهولة الوصول والقدرات الأمنية اللازمة لهذه الأنظمة.
في 13 ديسمبر 2005، اعتمدت لجنة المساعدة الانتخابية بالإجماع «الإرشادات العامة لنظام التصويت الطوعي» لعام 2005، التي تعمل على زيادة المتطلبات الأمنية لأنظمة التصويت بشكل ملحوظ وتوسيع نطاق الوصول، بما في ذلك فرص التصويت الخاص والمستقل، بالنسبة للأفراد ذوي الإعاقة.
تم تحديث هذه الإرشادات وزادت معايير نظام التصويت في عام 2002، على النحو الذي يوضحه قانون «فلنساعد أمريكا على التصويت» (HAVA)، لمعالجة التطورات في الممارسات الانتخابية وتقنيات الحاسب الآلي. تُعد هذه الإرشادات طوعية، ويجوز للولايات أن تقرر اعتمادها كليًا أو جزئيًا قبل التاريخ الفعلي للانتخابات.
تم تقديم اقتراح بتعديل هذه الإرشادات، معروف باسم الإرشادات العامة لنظام التصويت الطوعي 1.1 (VVSG 1.1)، خلال فترة التعلق العام المحددة بـ 120 يومًا في صيف 2009. كما كانت هناك أيضًا جهود بالتوازي مع وضع نسخة ثانية من هذه الإرشادات، معروفة باسم (VVSG 2.0) أو التكرار التالي لـ VVSG، بالرغم من أن هذه الجهود لا تزال جارية.

## معايير نظام التصويت لعام 2002
أصدرت الحكومة الفدرالية ثلاثة تكرارات من معايير نظام التصويت، حيث تم وضع أول مجموعة من المعايير عام 1990 بواسطة لجنة الانتخابات الفدرالية (FEC). وفي 2002، قامت لجنة الانتخابات الفدرالية بتحديث المعايير من خلال اعتماد النسخة الثانية، المعروفة باسم معايير نظام التصويت (VSS) لعام 2002. تتكون معايير نظام التصويت من مجلدين: المجلد 1 و المجلد 2.
أنشأ قانون فلنساعد أمريكا على التصويت (HAVA) لجنة المساعدة الانتخابية الأمريكية ونقل مسؤولية وضع معايير نظام التصويت من لجنة الانتخابات الفدرالية إلى لجنة المساعدة الانتخابية. كما كلّف قانون فلنساعد أمريكا على التصويت أيضًا لجنة المساعدة الانتخابية بإنشاء أول برنامج مصادقة لنظام التصويت تابع للحكومة الفدرالية.

## الإرشادات العامة لنظام التصويت الطوعي لعام 2005
اعتمدت لجنة المساعدة الانتخابية الإرشادات العامة لنظام التصويت الفعلي في 13 ديسمبر 2005، بعد عملية تعليق علنية شاملة وشفافة. وأجرت اللجنة مراجعة أولية ثم نشرت الإرشادات المقترحة لفترة تعليق عام لمدة 90 يومًا. وتمت مراجعة كل تعليق من أكثر من 6000 تعليق والنظر فيه قبل الانتهاء من الوثيقة واعتمادها، وتتوافر جميع التعليقات على الموقع الإلكتروني للجنة المساعدة الانتخابية. عقدت اللجنة جلسات استماع عامة حول الإرشادات العامة لنظام التصويت الطوعي في مدينة نيويورك وباسادينا ودنفر. وتم اعتماد النسخة الأخيرة (المجلد 1 و المجلد 2) في الاجتماع العلني للجنة المساعدة الانتخابية في 15 ديسمبر 2005.
تختبر معامل الاختبار المعتمدة من لجنة المساعدة الانتخابية أنظمة التصويت حاليًا لكل من معايير نظام التصويت لعام 2002 والإرشادات العامة لنظام التصويت الطوعي لعام 2005. وتم اختبار أنظمة التصويت المقدمة للاختبار بعد 13 ديسمبر 2007، وفقًا للإرشادات العامة لنظام التصويت الطوعي لعام 2005 فقط.

## الإرشادات العامة لنظام التصويت الطوعي (النسخة 1.1)
تم تسليم الإرشادات العامة لنظام التصويت الطوعي 1.1 المجلد 1 و المجلد 2 إلى لجنة المساعدة الانتخابية في صيف 2009، وتُعد هذه النسخة مراجعة إضافية للإرشادات العامة لنظام التصويت الطوعي لعام 2005. ولكن لم يتم اعتمادها بعد من قِبل لجنة المساعدة الانتخابية.

## الإرشادات العامة لنظام التصويت الطوعي (النسخة 2.0)
تُعد الإرشادات العامة لنظام التصويت الطوعي (2.0)، المعروف أيضًا باسم التكرار التالي لنظام (VVSG) محاولة لإعادة كتابة الإرشادات العامة لنظام التصويت الطوعي لعام 2005 كلية، وهي تهدف إلى التعامل مع الجيل القادم من أنظمة التصويت. أعدت اللجنة التقنية لوضع الإرشادات العامة (TGDC) مسودة من الإرشادات العامة النسخة 2.0، وتم تسليمها إلى لجنة المساعدة الانتخابية في أغسطس 2007، ولكن لم يتم اعتمادها بعد من قبل اللجنة واستمر العمل لتحسين هذه الإرشادات. تتضمن الإرشادات مواد جديدة وموسعة في مجالات الموثوقية والجودة وسهولة الاستخدام وسهولة الوصول والأمن والاختبار. وتمنع المسودة ترددات الراديو اللاسلكية، لضمان استقلال البرامج وتضمين المتطلبات المحسنة للموثوقية بشكل عام في مسار مراجعة أوراق الناخبين في أنظمة التصويت.
تتطلب إرشادات المسودة استقلال البرامج، وهو مفهوم نشأ لأغراض خاصة بالمسودة كشرط أمني عالي المستوى لجميع أنظمة التصويت. ووفقًا لمسودة اللجنة التقنية لوضع الإرشادات العامة، يمكن أن يتحقق استقلال البرمجيات من خلال استخدام سجلات الناخبين المستقلة القابلة للتحقق (IVVR) أو من خلال فئة الابتكار. بالإضافة إلى ذلك، توصي المسودة بإجراء اختبار الثغرات القابل للتعديل (OEVT)، وهي طريقة اختبار مصممة لتحقيق أقصى قدر من الأمن لأنظمة التصويت في مراكز الاقتراع.

### هيكل مسودة اللجنة التقنية لوضع الإرشادات العامة الخاصة بإرشادات (VVSG 2.0)
تنقسم المسودة إلى ثلاثة أجزاء رئيسية. كما تتضمن مقدمة ومسردًا. ويمكن العثور على المسرد في نهاية المستند باسم «الملحق أ» (تعريف الكلمات ذات المعاني الخاصة)، وذلك يشير إلى أن التعاريف الواردة هناك هي تعاريف خاصة للإرشادات العامة لأنظمة التصويت الطوعية وربما لا تتوافق مع الاستخدام المحلي أو التقليدي.
المقدمة - توفر معلومات أساسية عن معايير وإرشادات نظام التصويت، والغرض والنطاق، ونظرة عامة على المواد الجديدة والموسعة.
الجزء الأول: متطلبات المعدات – تشمل المتطلبات الأساسية العامة لأنظمة التصويت وأجهزة التصويت. كما يتضمن الأمن وأسلوب المراجعة وقابلية الاستخدام وسهولة الوصول ومتطلبات الخصوصية ومتطلبات الأمن والمتطلبات الأساسية العامة.
الجزء الثاني: متطلبات التوثيق – تتضمن المتطلبات التي تنطبق على حزمة البيانات التقنية وتوثيق المستخدم لمعدات التصويت وخطة الاختبار وتقرير الاختبار وحزمة المعلومات العامة وبيانات المخازن.
الجزء الثالث: متطلبات الاختبار – يصف هذا القسم الطريقة التي تتبعها معامل اختبار أنظمة التصويت لتحديد إذا ما كانت أنظمة التصويت وأجهزة التصويت والبرمجيات تلبي متطلبات الإرشادات العامة لأنظمة التصويت الطوعي أم لا.

## تسلسل الإرشادات العامة لأنظمة التصويت الطوعي
- لجنة الانتخابات الفدرالية تعتمد أول مجموعة من معايير نظام التصويت التابعة للحكومة الفدرالية في عام 1990. ولا تقوم الحكومة الفدرالية باختبار معدات التصويت لبيان مدى توافقها مع هذه المعايير
- الجمعية الوطنية لمديري انتخابات الولاية تبدأ في اختبار معدات الاختبار لبيان مدى توافقها مع معايير 1990، وتعد هذه الجمعية هيئة غير حكومية وتقدم طوعيًا هذه الخدمة للولايات
- في عام 2002، تقوم لجنة الانتخابات الفدرالية بتحديث معايير 1990
- الجمعية الوطنية لمديري انتخابات الولاية تبدأ في اختبار أنظمة التصويت لبيان مدى توافقها مع معايير 2002
- قانون «فلنساعد أمريكا على التصويت» لعام 2002 يُنشئ لجنة المساعدة الانتخابية
- ينقل القانون مسؤولية وضع معايير نظام التصويت من لجنة الانتخابات الفدرالية إلى لجنة المساعدة الانتخابية
- يتطلب القانون من لجنة المساعدة الانتخابية إعداد أول برنامج للحكومة الفدرالية لاختبار معدات التصويت لبيان مدى توافقها مع المعايير الفدرالية
- يقوم القانون بإعادة تسمية معايير أنظمة التصويت، وتسجيلها باسم الإرشادات العامة لنظام التصويت الطوعي (VVSG)
- الجمعية الوطنية لمديري انتخابات الولاية تُنهي برنامجها لاختبار نظام التصويت في يوليو 2006
- لجنة المساعدة الانتخابية تبدأ اختبارًا كاملاً وبرنامج تصديق في يناير 2007